# Polarita (politologie)
Polarita v politologii označuje typ mezinárodních vztahů, které jsou v určité době formovány kolem výrazných mocenských center. Stabilita takového systému vychází z mocenské rovnováhy. Rozlišuje se unipolární, bipolární a multipolární systém (např. svět) podle počtu jednoho, dvou nebo tří a více těchto center.
Bipolarita popisuje stav systému, kde dvě přibližně stejně silné velmoci zaujímají hegemoniální postavení a naprosto ovládají část systému. V bipolárním prostředí často drží spojenecké svazky pohromadě ideologické pojivo, přičemž tyto svazky jsou hierarchické a každému z nich dominuje jedna velmoc.

## Příklady bipolarity
- Athény a Sparta do peloponéské války (5. století př. n. l.)
- Velká Británie a Francie do sedmileté války (18. století)
- Sovětský svaz a Spojené státy americké za studené války (20. století)

## Příklady multipolarity
- období tří říší – v Číně (3. století)
- koncert velmocí – uspořádání Evropy po vídeňském kongresu (1814–1815)